# Undecanol
Undecanolul (denumit și alcool 1-undecilic sau alcool n-undecilic)  este un compus organic cu formula chimică CH3(CH2)10OH. Este un compus lichid și incolor, insolubil în apă. Prezintă un miros floral, de citric și este utilizat ca aromatizant al alimentelor. Este produs în urma reacției de reducere a undecanalului, aldehida sa. 1-undecanolul se regăsește în natură în multe fructe (mere și banane), unt, ouă, dar și în carnea de porc gătită.